# 숙의 정씨 (선조)
숙의 정씨(淑儀 鄭氏, 1564년 ~ 1580년 음력 11월 3일)는 조선 선조의 후궁이다.

## 생애

### 출생과 입궁
본관은 동래이며, 1564년(명종 19년) 아버지 정순희와 어머니 해평 윤씨 사이에서 태어났다. 조부인 정한룡은 정광보의 아들이며 중종대에 영의정을 지낸 정광필의 형이기도 하다. 외가로는 윤두수와 윤근수가 숙의 정씨의 외숙부들이다.
사대부가의 여식으로 1580년(선조 13년) 5월 26일, 민사준의 딸 민씨(정빈 민씨), 홍여겸의 딸 홍씨(정빈 홍씨)와 함께 후궁으로 간택되었다. 정씨는 종2품 숙의(淑儀)에 봉해져 어의동(於義洞)에 있는 궁으로 입궁하였다.

### 사망
《선조수정실록》의 기록에 의하면 하지만 입궁한지 여섯달 지난 11월 1일, 친정에서 출산 후에 사망하였다. 선조는 이후 후궁이 해산에 임박할 시에 친정이 아닌 궁궐 안에서 출산하도록 명하였다. 선조실록과 숙의 정씨의 묘지명에는 11월 3일에 사망하였다고 기록되어 있다. 선조는 숙의 정씨가 사망하였다는 얘기를 듣고 놀라 마음이 편치 않았다고 한다.
 
숙의 정씨(淑儀 鄭氏)가 졸했다.
조종조에는 대궐의 법이 너무 엄하여 후궁이 잉태를 하면 친정집으로 보내어 분만하게 하였는데
이때에 이르러 김씨(金氏)와 정씨가 잇달아 산고병(産苦病)으로 죽자,
상(선조)이 치료를 잘못하여 그런 것인가 의심하였다.
그래서 이때부터 후궁이 잉태하면 대궐 안에서 해산을 기다리게 하는 법령을 만들었다.

 — 《선조수정실록》 14권,
선조 13년(1580년 명 만력(萬曆) 8년) 11월 1일 (정묘)

## 가족 관계
- 조부 : 정한룡(鄭漢龍) - 정광보(鄭光輔)의 아들
- 조모 : 문화 류씨(文化 柳氏) - 류계금(柳繼金)의 딸
  - 아버지 : 정순희(鄭純禧)
- 외조부 : 윤변(尹忭, 1493~1549)
- 외조모 : 팔거 현씨(八莒 玄氏, ?~1544) - 현윤명(玄允明)의 딸
  - 어머니 : 해평 윤씨(海平 尹氏)
  - 외숙부 : 윤두수(尹斗壽, 1533~1601)
  - 외숙부 : 윤근수(尹根壽, 1537~1616)